# Sertularella ramosa
Sertularella ramosa är en nässeldjursart som beskrevs av Thompson 1879. Sertularella ramosa ingår i släktet Sertularella och familjen Sertulariidae. Inga underarter finns listade i Catalogue of Life.